# Minority of One
Minority of One è il sesto album studio del gruppo hardcore punk Dag Nasty pubblicato nel 2002 dalla Revelation Records, nel periodo successivo alla riunione, avvenuta lo stesso anno della pubblicazione.

## Tracce
1. Ghosts
2. Minority Of One
3. Bottle This
4. Broken Days
5. Your Words
6. Incinerate
7. Throwing Darts
8. White Flag
9. Twisted Again
10. Average Man
11. Wasting Away
12. 100 Punks (Traccia nascosta)

## Formazione
- Dave Smalley - voce
- Brian Baker - chitarra, voce secondaria
- Roger Marbury - basso, voce secondaria
- Colin Sears - batteria, voce secondaria